# Nicholas Jensen
Nicholas Joachim Bernsdorf Jensen (auch Nicholas B. Jensen, * 8. April 1989 in Kopenhagen) ist ein deutsch-dänischer Eishockeyspieler, der seit Juli 2022 erneut bei den Fischtown Pinguins Bremerhaven aus der Deutschen Eishockey Liga (DEL) unter Vertrag steht und dort auf der Position des Verteidigers spielt. Zuvor war Jensen hauptsächlich in der dänischen Metal Ligaen aktiv, wo er mit Esbjerg Energy im Jahr 2016 die dänische Meisterschaft gewann, aktiv und spielte in der DEL bereits für die Eisbären Berlin, mit denen er im Jahr 2022 Deutscher Meister wurde, sowie die Düsseldorfer EG.

## Karriere

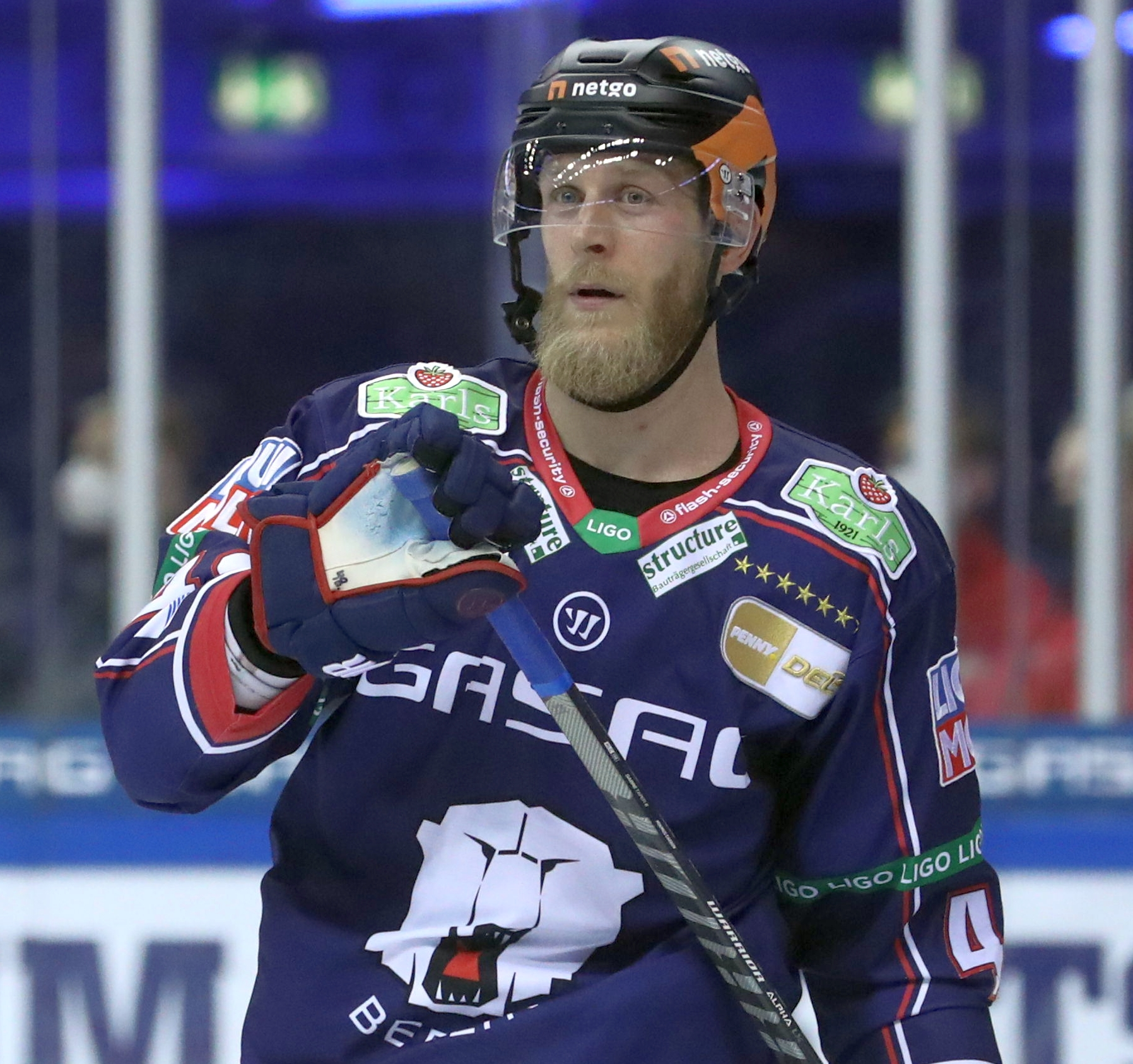
Jensen im Trikot der Eisbären Berlin (2021)

Nicholas Jensen spielte Jugendeishockey beim Rungsted IK, bevor er als 16-Jähriger zu Rögle BK nach Schweden wechselte, um sich in der dortigen höchsten Juniorenspielklasse J20 SuperElit weiterzuentwickeln. Nach nur einer Saison schloss sich der Verteidiger dem Linköping HC an. Im Sommer 2007 richtete er sein Augenmerk auf Nordamerika und meldete sich für den NHL Entry Draft 2007 an, wurde jedoch nicht ausgewählt. Er suchte dennoch seine Chance in Nordamerika und erhielt eine Chance bei den Bismarck Bobcats aus der North American Hockey League (NAHL). Mit den Bobcats gewann er im Frühjahr 2010 die Meisterschaft der Liga in Form des mit denen er 2010 des Robertson Cups. Anschließend ging der Däne an die State University of New York at Plattsburgh, die Teil des Hochschulverbundes der State University of New York (SUNY) ist. Von 2010 bis 2014 spielte er dort mit der Eishockeymannschaft der Universität in der Division III im Spielbetrieb der National Collegiate Athletic Association (NCAA). Mit der Cardinals genannten Mannschaft gewann er in den Jahren 2011 und 2012 die Meisterschaft aller Colleges innerhalb des Hochschulverbundes (SUNYAC).
Nach dem Ende seiner Zeit am College kehrte Jensen im Sommer 2014 nach Dänemark zurück und stand bei den Aalborg Pirates aus der Metal Ligaen unter Vertrag. Nach einem Jahr wechselte der Abwehrspieler für die Saison 2015/16 zum Ligakonkurrenten Esbjerg Energy, mit denen er am Saisonende die dänische Meisterschaft gewann. Am Ende dieser Spielzeit wechselte er erneut und kehrte zurück zu seinem Verein der Jugendzeit nach Rungsted, der sich inzwischen in Rungsted Seier Capital umbenannt hatte, und gewann mit ihm im Jahr 2017 den dänischen Pokalwettbewerb.
Zum Spieljahr 2017/18 führte ihn sein Weg in die Deutsche Eishockey Liga (DEL) zu den Fischtown Pinguins Bremerhaven. Nachdem er seinen Einjahresvertrag um ein weiteres Jahr verlängert hatte, zog es Jensen zur Saison 2019/20 zur Düsseldorfer EG. Auch dort verbrachte er zwei Spielzeiten, bevor er erneut innerhalb des deutschen Eishockey-Oberhauses zu den Eisbären Berlin wechselte. Trotzdem er gleich in seiner ersten Saison bei den Berlinern mit ihnen Deutscher Meister wurde, verließ er den Verein wieder und kehrte zur Saison 2022/23 nach Bremerhaven zu den Fischtown Pinguins zurück. Am Ende der Spielzeit 2023/24 feierte er mit der Mannschaft mit dem Gewinn der Vizemeisterschaft den bis dato größten Erfolg der Bremerhavener Vereinsgeschichte.

### International
Nicholas Jensen vertrat sein Heimatland im Juniorenbereich erstmals bei der U18-Junioren-Weltmeisterschaft der Division I 2006 und wurde auch bei der U18-Junioren-Weltmeisterschaft 2007 eingesetzt. In dem Jahr schaffte er mit seinem Land den Aufstieg in die Top-Division. Mit der U20-Auswahl nahm er in der Folge an den Weltmeisterschaften der Jahre 2008 und 2009 teil, wobei er mit seinem Land 2008 aus der Top-Division absteigen musste.
Mit der Rückkehr von Nordamerika nach Dänemark im Sommer 2014 erlangte er auch die Berufung in die dänische A-Nationalmannschaft. Dort entwickelte er sich zu einem Stammspieler, darunter zwischen 2015 und 2025 bei neun Eishockey-Weltmeisterschaften sowie bei den Olympischen Winterspielen 2022 in Peking und der dazugehörigen Qualifikation. Zudem nahm er an der Austragung des Deutschland Cups im Jahr 2023 und an der abermals erfolgreichen Qualifikation für die Olympischen Winterspiele 2026 im italienischen Mailand teil.

## Erfolge und Auszeichnungen
| - 2010 Robertson-Cup-Gewinn mit den Bismarck Bobcats - 2011 SUNYAC-Meisterschaft mit der SUNY Plattsburgh - 2012 SUNYAC-Meisterschaft mit der SUNY Plattsburgh - 2016 Dänischer Meister mit Esbjerg Energy | - 2017 Dänischer Pokalsieger mit den Rungsted Seier Capital - 2022 Deutscher Meister mit den Eisbären Berlin - 2024 Deutscher Vizemeister mit den Fischtown Pinguins Bremerhaven |

### International
- 2007 Aufstieg in die Top-Division bei der U18-Junioren-Weltmeisterschaft der Division I

## Karrierestatistik

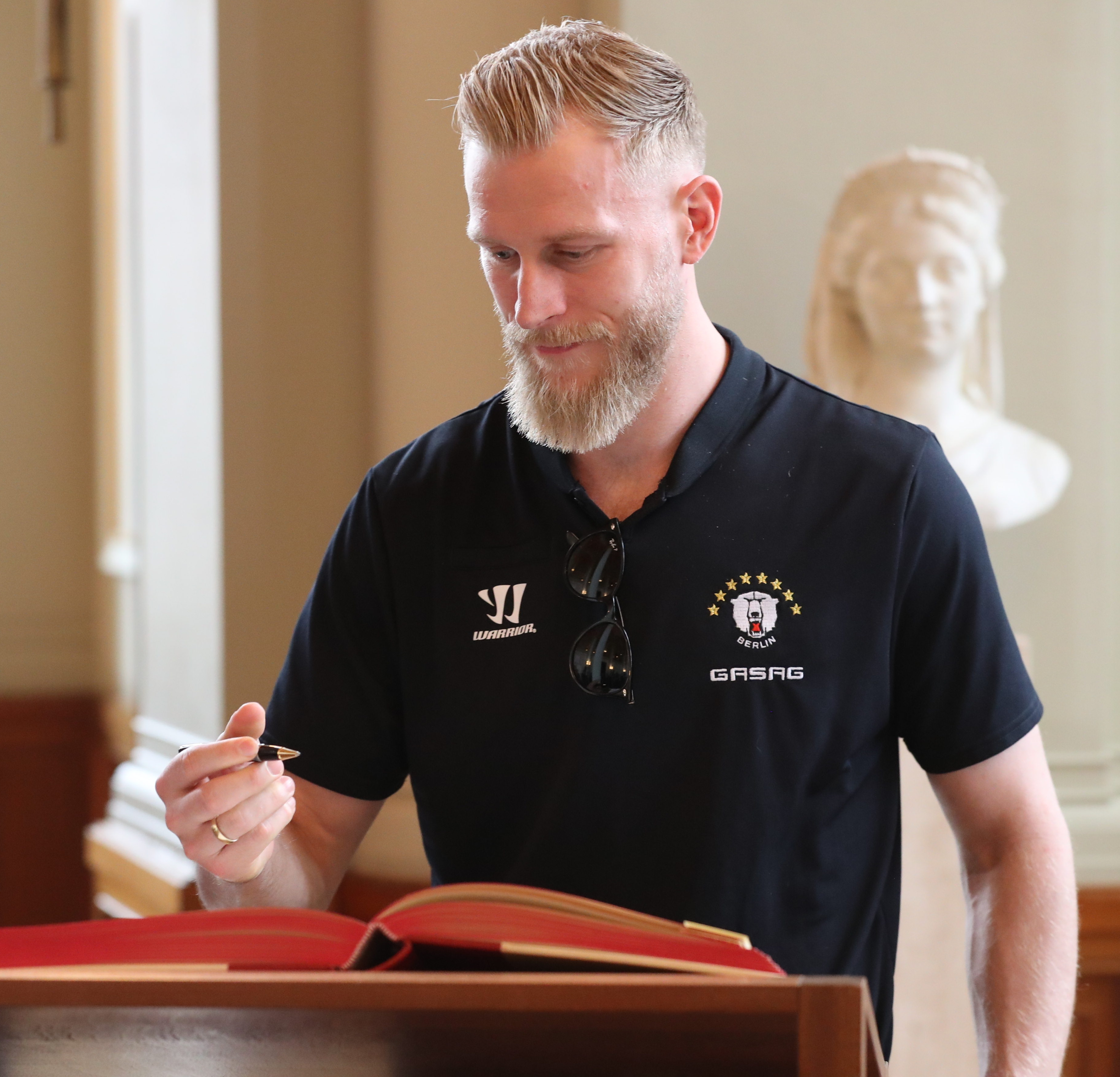
Jensen beim Empfang im Roten Rathaus (2022)

Stand: Ende der Saison 2024/25

### International
Vertrat Dänemark bei:
| - U18-Junioren-Weltmeisterschaft der Division I 2006 - U18-Junioren-Weltmeisterschaft der Division I 2007 - U20-Junioren-Weltmeisterschaft 2008 - U20-Junioren-Weltmeisterschaft der Division I 2009 - Weltmeisterschaft 2015 - Weltmeisterschaft 2016 - Weltmeisterschaft 2017 - Weltmeisterschaft 2018 | - Weltmeisterschaft 2019 - Weltmeisterschaft 2021 - Qualifikationsturnier für die Olympischen Winterspiele 2022 - Olympischen Winterspielen 2022 - Weltmeisterschaft 2022 - Weltmeisterschaft 2024 - Qualifikationsturnier für die Olympischen Winterspiele 2026 - Weltmeisterschaft 2025 |

(Legende zur Spielerstatistik: Sp oder GP = absolvierte Spiele; T oder G = erzielte Tore; V oder A = erzielte Assists; Pkt oder Pts = erzielte Scorerpunkte; SM oder PIM = erhaltene Strafminuten; +/− = Plus/Minus-Bilanz; PP = erzielte Überzahltore; SH = erzielte Unterzahltore; GW = erzielte Siegtore; 1 Play-downs/Relegation; Kursiv: Statistik nicht vollständig)

## Sonstiges
Bernsdorf ist der Familienname von Jensens Mutter, den sie behalten und an die Kinder weitergegeben hat. Zur Unterscheidung des in Dänemark im Allgemeinen und in der dänischen Eishockeynationalmannschaft häufigen Namen Jensen, fügt Nicholas Jensen seinem Namen stets ein B. hinzu.
Jensen ist seit Sommer 2024 deutscher Staatsbürger. Im selben Jahr wurde er alleiniger Geschäftsführer einer in Bremerhaven ansässigen GmbH, die Marketingunterstützung von Unternehmen bei Produktentwicklung und Produktverkauf leistet sowie Organisation von Sponsoren betreibt.
Seit seiner Rückkehr aus Nordamerika trägt er stets ein Trikot mit der Nummer 48. Die Zahl repräsentiert Tag und Monat seines Geburtstages.